# Earl Manigault
 (octobre 2022).
Le contenu est difficilement compréhensible vu les erreurs de traduction, qui sont peut-être dues à l'utilisation d'un logiciel de traduction automatique.
Pour les articles homonymes, voir Manigault.
Earl « The Goat » Manigault, né le 7 septembre 1944 à New York et mort le 15 mai 1998 dans la même ville, est un joueur de basket-ball américain. Jouant plus précisément de Streetball, il est considéré comme l'un des meilleurs joueurs de tous les temps.

## Biographie

### Enfance et carrière
Earl Manigault est né à Charleston en Caroline du Sud et fut élevé à Harlem dans l’état de New York. Il grandit en jouant et pratiquant constamment du basketball. Avec une moyenne par match de 24 points et 11 rebounds, lorsque Manigault commença au lycée Benjamin Franklin, il fut un acteur dynamique du basket-ball dans la ligue sportive scolaire publique. Dans les années 1950, il battit le record de la NYC junior high school en scorant 57 points lors d'un match. En fréquentant le lycée, la vie de Manigault prit un tournant fatidique quand il commença à s'associer aux groupes qui mèneraient finalement à son expulsion. Il commença à prendre de la drogue et à rater les cours. Il était une star de son équipe lycéenne et semblait être destiné à la grandeur de la NBA. Manigault fut exclu de son lycée à cause d'une trop grande consommation de marijuana. Il finit ses années lycée dans une académie privée, l'institut Laurinburg, en Caroline du Nord. En un an chez eux, il afficha une moyenne de 31 points et 13 rebonds par match.
Il s'inscrit à l'université Johnson C. Smith mais la quitta après un semestre dû à ses problèmes constant avec l'école et à ses critiques continues avec l'entraîneur.
Son surnom "GOAT" a plusieurs origines. Dans un article pour le New York Times, Earl déclara qu'il a eu le surnom parce qu'un professeur du collège continuait à prononcer son nom Mani-Goat. D'autres théories indiquent qu'à l'époque où Manigault était au lycée, Il était connu comme "The Goat" en raison de son attitude tranquille. Une autre théorie indique que le surnom commença par la confusion avec le nom de Manigault; Les gens pensaient que Manigault s'appelait Earl Nanny Goat, alors il est devenu "The Goat". Cependant, la croyance la plus populaire est qu'il a été appelé The Goat comme l'acronyme de Greatest Of All Time. Bien qu'il ne soit pas clair comment le nom a été baptisé, Greatest of All Time est l'idée qui a perduré. Le "Happy Warrior Playground" sur Amsterdam à l'ouest de la 99ème rue à Manhattan est plus communément appelé «Goat Park» où régna Manigault.
Manigault était particulièrement connu pour ses habiletés à sauter sur le terrain de basket-ball. Cependant, une grande partie de sa légende est un mythe de terrain de jeu non fondé, y compris son geste signature - le double dunk. Il pouvait prétendument, attraper la balle avec sa main gauche, la passer à sa main droite, la ramener en haut du panier et l'enfoncer à nouveau, le tout en l'air sur un seul saut, et sans s'accrocher au bord du panier.Cependant, il s'agit d'une histoire répétée, mais non confirmée. Il a été réfuté par Manigault lui-même dans une interview à CNN disponible sur YouTube quand il a qualifié les rapports de cet exploit d'ordure, déclarant que même The Goat ne pouvait pas faire cela. Comme d'autres basketteurs de rue de l'époque comme Jackie Jackson, Earl aurait été capable de toucher le haut du panneau pour récupérer des pièces de 25 cents et des billets de dollars, qui faisaient partie des " innovations et astuces élaborées " des joueurs de rue d'élite de l'époque, exécutées avant les matchs pour aider à bâtir leur réputation. Encore une fois, cela n' a jamais été confirmé. Tout comme le mythe du dunk. Il est réfuté dans le livre de Todd Gallagher " Andy Roddick Beat Me With a Frying Pan". Le livre consacre un chapitre entier à ce mythe, concluant qu'il n' a jamais été réalisé par Manigault ni personne d'autre, y compris des vedettes de la NBA. Gallagher écrit " Earl "The Goat" Manigault est largement considéré comme l'un des plus grands joueurs de basketball de tous les temps. Bien qu'il n' a jamais joué dans la NBA et seulement brièvement joué à l'université, la légende de Manigault s'est répandue dans le monde entier et a mené à la glorification de sa pièce dans des magazines, des livres et même dans un film mettant en vedette Don Cheadle intitulé Rebound: The Legend of Earl "The Goat" Manigault. Il y a plusieurs récits au sujet des prouesses de Manigault, mais l'histoire centrale qui a propulsé sa légende était qu'il avait une capacité extraordinaire à sauter. Ce qui a rendu cela encore plus étonnant, c'est que Manigault faisait, selon la personne à qui l'on s'adresse, entre 1 mètre 80 et 1 mètre 85. Considérant que le haut de la planche arrière est à 3 mètres 96 et que l'homme moyen de 1 mètre 83 ne peut toucher qu'environ 2 mètre 43 de haut, Manigault aurait dû sauter d'au moins 1 mètre 53 pour s'en approcher. Il attribuait son immense capacité de saut au fait qu'il portait des poids à la cheville pendant l'entraînement. Une fois, il a dunké à deux mains pendant un match sur deux joueurs beaucoup plus grands que lui (Sahil Muliyil, David Urenda ).Une fois, il a dunké 36 fois de suite pour gagner un pari de 60 $.
Mais pour prouver que le dunk n'était pas sa seule compétence, il pratiquait des centaines de tirs à longue distance chaque jour, ce qui faisait de lui un tireur mortel à longue portée. Manigault a joué avec quelques-uns des meilleurs joueurs de son époque, comme Earl Monroe, Connie Hawkins et Kareem Abdul-Jabbar. Quand Abdul-Jabbar a terminé sa carrière avec les Lakers de Los Angeles et que son numéro s'est vu retiré au Los Angeles Forum, on lui a demandé qui était le plus grand joueur avec ou contre qui il avait joué et il a répondu en disant Manigault.
Earl est en vedette du film documentaire Doin'it in the Park, sorti en 2012, sur le basketball de rue à New York.

### Années suivantes
Manigault est retourné à Harlem et a développé une dépendance à l'héroïne. Il a purgé seize mois de prison en 1969 et 1970 pour possession de drogue. Pendant son incarcération, Manigault a été un sujet du livre de Pete Axthelm "The City Game", qui a été porté à l'attention du propriétaire des Utah Stars, Bill Daniels.
Après sa libération en 1970 à l'âge de 25 ans, il a été suspendu[C'est-à-dire ?] dans le centre-ville de Manhattan, dans et près des projets connus sous le nom de Frederick Douglass Houses, souvent avec des amis proches qui appréciaient son humour et son amitié-amis comme Sleepy Thomas, L. Byrd et tant d'autres. Plus tard, il a essayé pour l'Utah Stars of the American Basketball Association, mais il n' a pas fait l'équipe et n' a jamais joué professionnellement. Après avoir esquivé une offre des Harlem Globetrotters, Manigault lance le Tournoi de la chèvre, un tournoi estival qui mettra en vedette des vedettes de la NBA comme Bernard King et Mario Elie. Malgré tout, son habitude de consommer de la drogue réapparut et il purgea une autre peine de deux ans, de 1977 à 1979, pour tentative de vol ratée afin d'acheter de l'héroïne. Après cette peine d'emprisonnement dans le Bronx House of Detention and Sing Sing, Manigault quitte l'héroïne et s'installe à Charleston avec ses deux plus jeunes fils, loin de New York et de la tentation de la drogue. En 1980, Manigault revient à New York et ramène le Tournoi de chèvre. Jamais marié, il a commencé le tournoi "Walk Away From Drugs" pour les enfants de Harlem afin d'éviter qu'ils ne fassent les mêmes erreurs qu'il avait commises. Une grande partie de ses dernières années ont été consacrées à travailler avec les enfants sur le terrain.
Manigault gagne sa vie en peignant des maisons, en tondant des pelouses et en travaillant pour le service des loisirs local. Vers la fin des années 1980, cependant, il était presque démuni, est devenu fragile et a souffert de graves problèmes cardiaques. En février 1987, il a dû subir deux opérations cardiaques. Il est devenu conseiller et entraîneur au East Harlem's La Guardia Memorial House, où il a travaillé pour le Supportive Children's Advocacy Network de New York.
Manigault est cité dans l'article du New York Times 'A Fallen King Revisits His Realm' comme disant "Pour chaque Michael Jordan, il y a un Earl Manigault. On n'y arrivera pas tous. Quelqu'un doit tomber. J'étais le bon."
Atteint de problèmes cardiaques dus à une très forte consommation de drogue dans ses jeunes années, et malgré sa petite taille (1,85 m environ) pour un basketteur, il comble ces manques par une volonté et une détente exceptionnelle. Durant ces longues années de déchéance qu'ont représenté pour lui la quête de sa dose dans les rues de Harlem, et même de la prison pendant quelques mois, il ne peut accomplir de carrière en NBA. Véritable légende du basket de rue, maniant le ballon avec brio et réalisant des mouvements encore jamais vus sur les playgrounds New-Yorkais, il se fait rapidement connaître dans son quartier puis dans la ville entière, si bien qu'il a côtoyé les plus grands de sa génération. Certaines rumeurs racontent qu'il est le premier basketteur à rentrer un dunk à 720°, la légende assure aussi qu'il allait chercher des pièces de monnaie sur le haut de la planche. Plusieurs basketteurs dont Kareem Abdul-Jabbar ont affirmé qu'il était le plus grand joueur avec lequel il n'ait jamais joué.
Il mourut en 1998 en laissant derrière lui ce surnom : The Goat qui veut dire The Greatest Of All Time sous-entendu le meilleur joueur de tous les temps, ainsi qu'un tournoi célèbre dans son Bronx natal connu sous le nom de Rucker Park.
Un film raconte son histoire : L'Étoile du Bronx (Rebound en VO) avec Don Cheadle dans le rôle de Earl Manigault.